# Chlewska Wola
Chlewska Wola – wieś sołecka w Polsce położona w województwie świętokrzyskim, w powiecie włoszczowskim, w gminie Moskorzew, 
Położona 5 km na północny wschód od Moskorzewa, 25 km na południe od Włoszczowy, 64 km na południowy zachód od Kielc.
W latach 1975–1998 miejscowość administracyjnie należała do województwa częstochowskiego.
Przez wieś przechodzi  niebieska ścieżka rowerowa do Radkowa.

## Historia
Chlewska Wola w wieku XIX, wieś i folwark w powiecie włoszozowskim, gminie i parafii Moskorzew. 
Położona  56 wiorst od Kielc, 18 wiorst od Włoszczowy, o 10 od Szczekocin, o 49 od Myszkowa, o 38 od rzeki Nidy. 
W roku 1880 ludność ogółem  wynosiła 228 mieszkańców (mężczyzn 120, kobiet 108). Domów w liczbie 22 (murowanych 4, drewnianych 18). 
Ogólna rozległość mórg 1283, na co składają się grunty dworskie, a w tym : gruntów ornych mórg 400, nieużytków mórg 31, lasów mórg 550, pastwisk mórg 89, oraz grunty  włościańskie w tym: gruntów ornych mórg 167, nieużytków mórg 3, lasów mórg 43.

Wieś i grunta znajdują się na lekko falistej powierzchni śród lasów. Ziemia urodzajna, rędziniasta, z dolną warstwą iłowatą. 
Lasy podniszczone, poręby jednak dobrze utrzymane. Ludność dosyć zamożna. 
W Chlewskiej Woli znajdowała się pasieka i gorzelnia z roczną produkcją 225 rubli. 
Według noty słownika, tak w Chlewicach, jako i w Chlewskiej Woli  wytapiają smołę w dołach ziemnych, wybrukowanych zwykłym feldspatem (skaleniem). 
Należy tu jeszcze dodać, że na gruntach Chlewskiej Woli znajduje się wspomniany feldspat czyli brukowiec w wielkiej ilości.
(Opisu dostarcza Aleksander Palmirski w Słowniku geograficznym strona 585 tomu I. )	